# Leptasterias hylodes
Leptasterias hylodes är en sjöstjärneart som beskrevs av Fisher 1930. Leptasterias hylodes ingår i släktet Leptasterias och familjen trollsjöstjärnor.

## Underarter
Arten delas in i följande underarter:
- L. h. hylodes
- L. h. reticulata